# Billon (jeu)
Pour les articles homonymes, voir Billon.
Le billon est un jeu traditionnel du Nord-Pas-de-Calais. Il appartient à la tradition de jeu d'adresse de la région à côté de la bourle et du jeu de neuf. 
En 2012, le billon intègre la liste de l'Inventaire du patrimoine culturel immatériel en France. 

## Aire de pratique
Au XIXe siècle, ce sport était fort répandu en Artois, dans le Cambrésis et le Hainaut. Le jeu connaît alors une forte dynamique au sein des villages, où les concours étaient fort nombreux et les prix convoités par les jeunes gens. Après la Seconde Guerre mondiale, le déclin de la pratique s'est amorcé. De nos jours, la présence de salles permettant ce sport se limitent au Douaisis et au Cambrésis.

## Les compétitions
Traditionnellement, la saison des compétitions se déroulait de mai à fin août. Dans le Cambrésis on retrouve le tournoi organisé par « La Butte carniéroise » se déroulant à la mi-juillet, le tournoi organisé par la ville de Cambrai aux alentours du 15 aout et un dernier tournoi organisé par le club de billon de Rieux-en-Cambrésis. 
De plus annuellement est organisée la compétition de Floyon, petit village du Thiérache-Avesnois. 

### Règlements
Dimensions du terrain
Les compétitions se déroulaient fréquemment sur les places des communes (sur la place Saint-Waast à Douai jusqu'en 1955), ou dans l'arrière-cour des cafés. Mais aujourd'hui, ce sport se pratique en salle ou en extérieur.
Les dimensions du terrain varient entre le Douaisis et le Cambrésis.
- À Douai, le terrain est un rectangle de treize mètres sur cinq, borné d'un court cadre de bois, recouvert de sable, et à chaque extrémité est placé un piquet qui symbolise le but. La distance entre ces deux piquets est de neuf mètres.
- À Cambrai, les caractéristiques techniques du terrain sont identiques, mais les dimensions différent. La distance entre les deux buts y est de douze mètres.

Équipement
Chaque joueur a de deux à six billons fournis par la société de billon. Le billon est une sorte de massue comportant une partie renflée, appelée le cul, qui va en s'effilant vers le bout appelé la pique ou la pointe. Le modèle douaisien, fabriqué en bois de charme, mesure 88 centimètres de haut et pèse trois kilos. Du côté de Cambrai, les billons pèsent plutôt 1,7 kg et varient en fonction du joueur et de son style de jeu. 
Jeu
Un match se joue à un contre un, deux contre deux ou quatre contre quatre. Le jeu consiste à lancer le plus près possible du but (situé à neuf mètres du pas de lancer) le billon. La partie se joue en dix points, sauf les finales qui se jouent en douze. Le compte des points s'effectue comme à la pétanque, c'est le cul qui sert de référence pour la distance au but. Les règles sont légèrement différentes dans le Cambrésis : en effet la partie se joue en neuf points et, pour le décompte, le billon entier peut servir de référence. 
Techniques de lancers
Différentes techniques de lancers existent, trop nombreuses pour être citées. Deux sont particulièrement appréciées, le « piquer cul » qui consiste à faire rebondir le billon sur sa pique de façon que le cul tombe le plus près possible du but, et le « jouer guise rester cul » équivaut au carreau de la pétanque, c'est-à-dire faire sauter le billon de l'adversaire pour prendre sa place.
Le billon du Cambrésis reste le style de jeu le plus difficile techniquement. Il se pratique sur de la terre, ce qui permet de jouer avec le rebond du billon. On retrouve un système de construction et une multitude de coups techniques.

## Participants
Le joueur débutait sa carrière au sein d'un patronage et, lorsqu'il avait atteint un certain niveau, il rejoignait une société de billon. Aujourd'hui, seules quelques sociétés ont survécu (celle de Douai date de 1844).